# Eugenio Capeche
Pío Eugenio Capeche fue un político uruguayo perteneciente al Partido Colorado.
Se destacó en la localidad de San Jacinto. Fue diputado por el departamento de Canelones en los periodos 1963-1967, 1967-1972 y 1972-1973. Al retornar la democracia ingresó al Senado por el pachequismo, ocupando el escaño durante el periodo 1985-1990. Entre otras actividades parlamentarias, Capeche integró la comisión senatorial encargada de investigar la misteriosa muerte durante la dictadura de Cecilia Fontana de Heber, madre del político Luis Alberto Heber.
Su hijo Cayetano (fallecido en 2019) también fue diputado colorado por Canelones.
Y su otro hijo Carlos Capeche fue el gerente del frigorífico de San Jacinto 